# Santa Rania
Santa Ranìa è una frazione del comune di Caccuri, di circa 300 abitanti. Dista dal proprio capoluogo 6,7 km.

## Storia
Il nome deriva da Sant'Anania, al tempo della venuta degli asceti basiliani (il nome si è trasformato secondo l'influenza del dialetto locale, da Sant'Anania a Sant'Arania, e successivamente in Santa Rania).
Vicino al paese c'è la "Timpa dei Santi", famoso insediamento monaci basiliani.